# 1908 en musique classique
| \| • Retour à la chronologie générale de la musique classique • \| |
| Grèce • Rome • Haut Moyen Âge • VIIIe siècle • IXe siècle • Xe siècle • XIe siècle XIIe siècle • XIIIe siècle • XIVe siècle • XVe siècle • XVIe siècle • XVIIe siècle XVIIIe siècle • XIXe siècle • XXe siècle • XXIe siècle |
| • Retour à la chronologie générale de la musique classique • |

| Années en musique classique : 1905 - 1906 - 1907 - 1908 - 1909 - 1910 - 1911    |
| Décennies en musique classique : 1870 - 1880 - 1890 - 1900 - 1910 - 1920 - 1930 |

## Événements

### Créations
- 2 février : la Symphonie no 2 en mi mineur de Sergueï Rachmaninov, créée à Saint-Pétersbourg.
- 21 février : le deuxième cahier d'Images pour piano de Claude Debussy, créé au Cercle musical par Ricardo Viñes.
- 5 mars : la Rapsodie espagnole, de Maurice Ravel, créée au Théâtre du Châtelet par l'orchestre des Concerts Colonne sous la direction d'Édouard Colonne.
- 22 mars : la Symphonie no 1, d'Albert Roussel, créée à Bruxelles sous la direction de Sylvain Dupuis.
- 6 avril : Saga-Drøm, poème symphonique de Carl Nielsen, créé à Copenhague.
- 8 mai : 
  - Mary Garden chante Thaïs de Jules Massenet à l’opéra de Paris.
  - Svanevit, musique de scène de Jean Sibelius, créée à Helsinki sous la direction du compositeur.
- 19 septembre : la Symphonie no 7 de Gustav Mahler, créée à Prague.
- 9 octobre : Sonate pour violon et piano no 1 d'Albert Roussel, créée au salon d'Automne à Paris par Armand Parent (violon) et Marthe Dron (piano).
- 4 novembre : la Passacaille d'Anton Webern, créée à Vienne sous la direction du compositeur.
- 3 décembre : la Symphonie no 1 d'Edward Elgar, créée à Manchester sous la direction de Hans Richter.
- 10 décembre : le Poème de l'extase d'Alexandre Scriabine, créé à New York sous la direction de Modest Altschuler.
- 16 décembre : Le Marchand de sable qui passe, musique de scène d'Albert Roussel, est créé.
- 18 décembre : Children's Corner de Claude Debussy, créé par Harold Bauer à Paris.

Date indéterminée
- le Concerto pour violon no 1 de Béla Bartók (créé en 1958).
- Symphonie no 1 de Mikhaïl Ippolitov-Ivanov.
- Concerto no 4 pour piano en fa mineur op.82 de Xaver Scharwenka.
- Quatuor à cordes no 2 en fa dièse mineur op. 10 de Arnold Schönberg.

### Autres
- 16 novembre : triomphe d'Arturo Toscanini au Metropolitan Opera de New York pour Aïda, de Giuseppe Verdi.

## Naissances

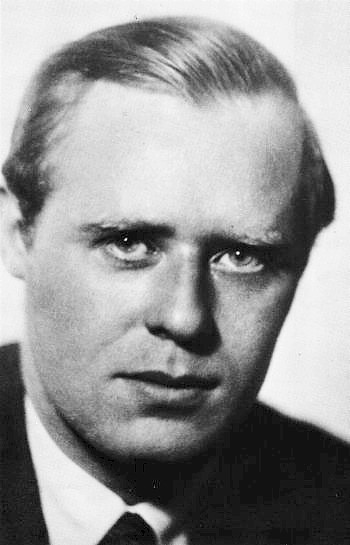
Gunnar de Frumerie

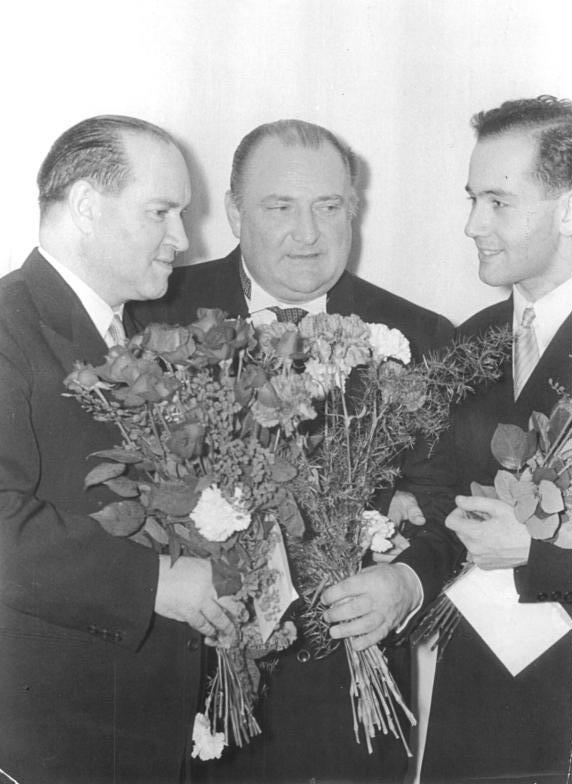
David Oïstrakh (à gauche), avec Franz Konwitschny (au centre) et Igor Oïstrakh (à droite), en 1957

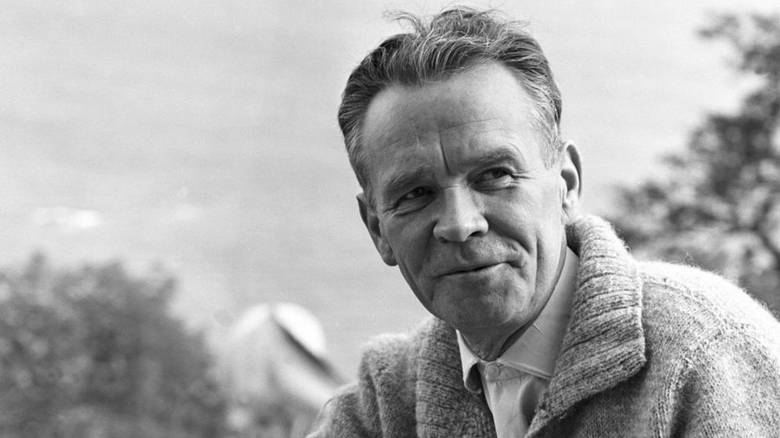
Geirr Tveitt

- 1er janvier : Eileen Joyce, pianiste australienne († 25 mars 1991).
- 2 janvier : Joan Mary Last, professeur de musique, auteur et compositrice anglaise († 9 octobre 2002).
- 6 janvier : Sviatoslav Knouchevitski, violoncelliste soviétique russe († 19 février 1963).
- 7 janvier : Frederick Dalberg, chanteur d'opéra sud-africain († 9 mai 1988).
- 12 janvier :
  - Roland Charmy, violoniste et professeur de musique français († 11 mars 1987).
  - Leopold Ludwig, chef d'orchestre autrichien († 24 avril 1979).
- 22 janvier : Robert Planel, compositeur français († 25 mai 1994).
- 27 janvier : Trude Eipperle, soprano allemande († 18 octobre 1997).
- 28 janvier : 
  - Paul Misraki, compositeur et auteur français († 29 octobre 1998).
  - Jimmy Shand, accordéoniste écossais († 23 décembre 2000).
- 2 février : Renzo Rossellini, compositeur italien († 19 mai 1982).
- 4 février : Pierre Béguigné, maître de chapelle, chef de chœur, organiste français († 1er mars 2009).
- 7 février : Louis Courtinat, corniste français († 27 novembre 1992).
- 10 février : Jean Coulthard, compositrice canadienne († 9 mars 2000).
- 20 février :
  - Jean-Marie Beaudet, chef d'orchestre, organiste, pianiste, producteur de radio et professeur de musique québécois († 19 mars 1971).
  - Ruby Elzy, chanteuse américaine († 26 juin 1943).
- 24 février : Jean De Middeleer, pianiste, compositeur, organiste, et chef d'orchestre belge († 20 juin 1986).
- 13 mars : Helen Glatz, compositrice et professeur de musique anglaise († 15 juin 1996).
- 17 mars : Tadashi Hattori, compositeur japonais († 2 août 2008).
- 2 avril : Bernard Gavoty, organiste et critique musical français († 24 octobre 1981).
- 5 avril : Herbert von Karajan, chef d'orchestre autrichien († 16 juillet 1989).
- 8 avril : Heinz Schubert, compositeur allemand († 1945).
- 11 avril : Karel Ančerl, chef d'orchestre tchèque († 3 juillet 1973).
- 19 avril : Joseph Keilberth, chef d'orchestre allemand († 20 juillet 1968).
- 1er mai : Suzanne Sohet, pédagogue et compositrice française († 20 janvier 1995).
- 5 mai : Kurt Böhme, chanteur d'opéra allemand († 20 décembre 1989).
- 6 mai : Necil Kazım Akses, compositeur turc († 16 février 1999).
- 7 mai : Joseph Beer, compositeur autrichien († 23 novembre 1987).
- 15 mai : Lars-Erik Larsson, compositeur suédois († 27 décembre 1986).
- 22 mai : Victor Reinshagen, chef d'orchestre et compositeur suisse († 14 novembre 1992).
- 30 mai : Lucien Martin, violoniste, chef d'orchestre, et compositeur canadien († 29 octobre 1950).
- 7 juin : Margherita Carosio, cantatrice italienne († 10 janvier 2005).
- 11 juin : 
  - Rolf Agop, chef d'orchestre et pédagogue allemand († 15 octobre 1998).
  - Alice Samter, professeure de musique et compositrice allemande († 19 mars 2004).
- 21 juin : René Bianco, baryton français († 23 janvier 2008).
- 24 juin : Hugo Distler, organiste et compositeur allemand († 1er novembre 1942).
- 1er juillet : Peter Anders, ténor allemand († 10 septembre 1954).
- 7 juillet : Nina Dorliak, soprano russe († 17 mai 1998).
- 9 juillet : Takashi Asahina, chef d'orchestre japonais († 29 décembre 2001).
- 20 juillet : Gunnar de Frumerie, compositeur et pianiste suédois († 9 septembre 1987).
- 22 juillet : Ljerko Spiller, violoniste, professeur de musique et chef d'orchestre († 9 novembre 2008).
- 1er août : Miloslav Kabeláč, compositeur et chef d'orchestre tchèque († 17 septembre 1979).
- 4 août : Kurt Eichhorn, chef d'orchestre allemand († 29 juin 1994).
- 30 août : Ida Vivado, compositrice chilienne († 23 octobre 1989).
- 5 septembre : 
  - Joaquín Nin-Culmell, compositeur et pianiste américain († 14 janvier 2004).
  - Cecilia Seghizzi, compositrice et peintre italienne († 22 novembre 2019).
- 9 septembre : 
  - Akim Kozlov, tromboniste russe († 22 novembre 1992).
  - Federico Mompellio, musicologue et compositeur italien († 7 août 1989).
- 11 septembre : Pascal Bastia, compositeur français († 12 juillet 2007).
- 25 septembre : Eugen Suchoň, compositeur slovaque († 5 août 1993).
- 30 septembre : David Oïstrakh, violoniste soviétique († 24 octobre 1974).
- 15 octobre : Macario Santiago Kastner, pianiste, claveciniste, professeur de musique et musicologue anglais, naturalisé portugais († 12 mai 1992).
- 19 octobre : Geirr Tveitt, compositeur et pianiste norvégien († 1er février 1981).
- 21 octobre : 
  - Howard Ferguson, compositeur, pianiste, pédagogue et musicologue britannique († 31 octobre 1999).
  - Alexander Schneider, violoniste, chef d'orchestre et pédagogue américain († 2 février 1993).
- 27 octobre : Victor Desarzens, chef d'orchestre suisse († 13 février 1986).
- 29 octobre : Vicente Asencio, compositeur espagnol († 4 avril 1979).
- 8 novembre : Alberto Erede, chef d'orchestre italien († 12 avril 2001).
- 19 novembre : Daniel-Lesur, compositeur français († 2 juillet 2002).
- 10 décembre : Olivier Messiaen, compositeur français († 27 avril 1992).
- 11 décembre : Elliott Carter, compositeur américain († 5 novembre 2012).

Date indéterminée
- Róża Etkin-Moszkowska, pianiste polonaise († 16 janvier 1945).
- Weng Ouhong, dramaturge, metteur en scène, théoricien de l'Opéra de Pékin († 1994).

## Décès

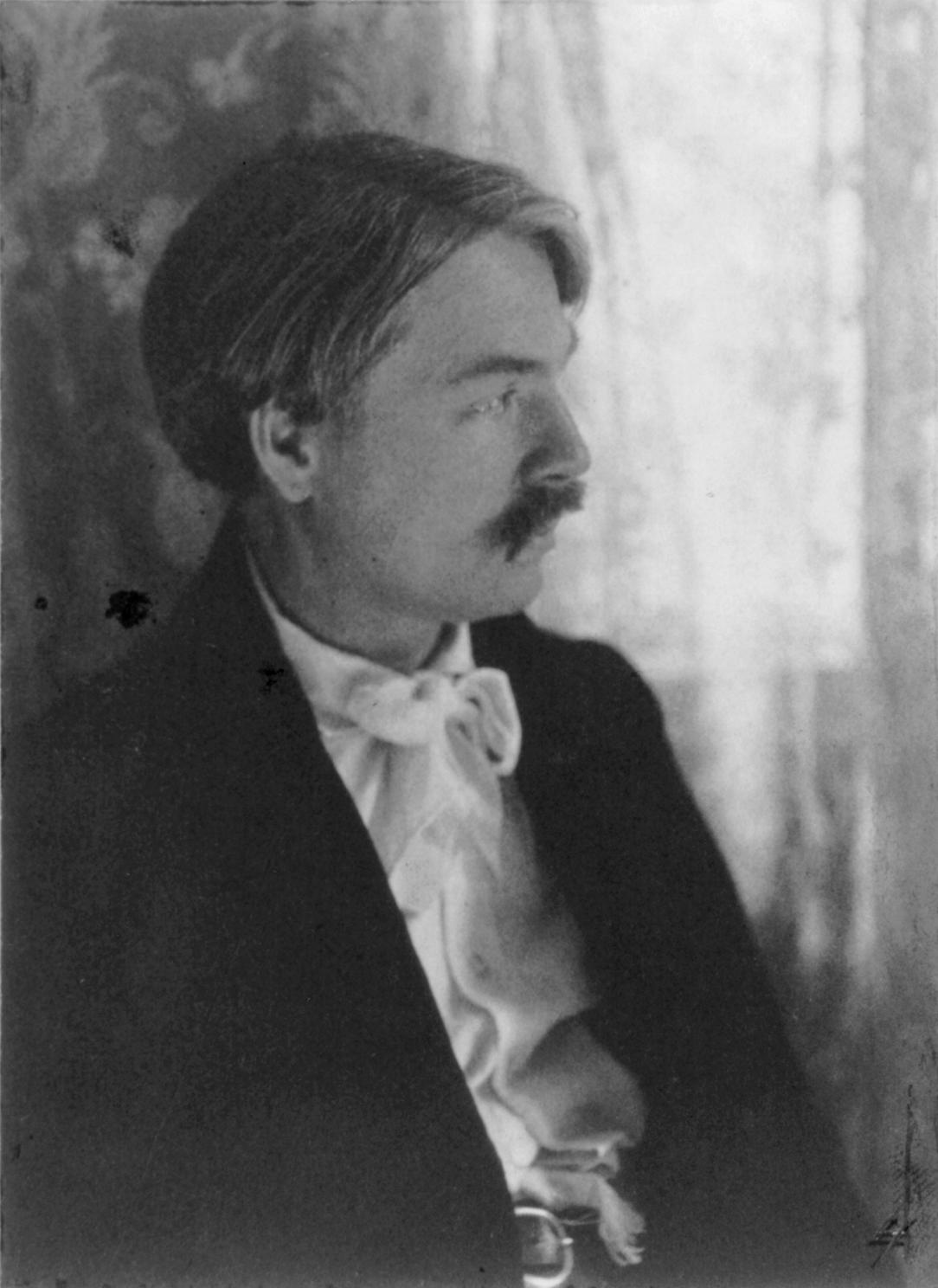
Edward MacDowell

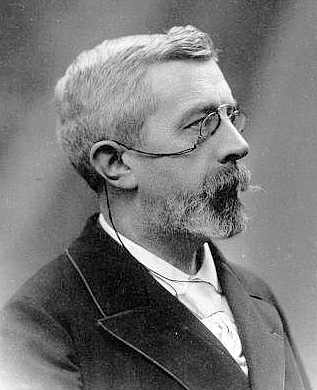
Paul Taffanel

- 23 janvier : Edward MacDowell, compositeur, pianiste, chef d'orchestre et pédagogue américain (° 18 décembre 1860).
- 11 février :  Anatol Vakhnianyne directeur de conservatoire de Lviv et compositeur.
- 14 février : Georges Pfeiffer, pianiste et compositeur français (° 12 décembre 1835).
- 12 mars : Clara Novello, soprano britannique (° 10 juin 1818).
- 31 mars : Francisco Alió, compositeur et pianiste espagnol (° 24 mars 1862).
- 7 mai : Ludovic Halévy, auteur dramatique, librettiste d'opérettes et d'opéras, et romancier français (° 1er janvier 1834).
- 12 mai : Melesio Morales, compositeur, chef d'orchestre et pédagogue mexicain (° 4 décembre 1838).
- 25 mai : Giuseppe Garibaldi, organiste et compositeur italien (° 1819).
- 5 juin :
  - Luca Fumagalli, pianiste, compositeur et professeur de musique italien (° 29 mai 1837).
  - Josef Franz Wagner, compositeur autrichien (° 20 mars 1856).
- 9 juin : Emil Büchner, chef d'orchestre et compositeur allemand (° 7 décembre 1826).
- 19 juin : Louis Van Waefelghem, violoniste, altiste, joueur de viole d'amour et compositeur belge (° 13 janvier 1840).
- 21 juin : Nikolaï Rimski-Korsakov, compositeur russe (° 18 mars 1844).
- 14 juillet : William Mason, compositeur, pédagogue et pianiste américain (° 24 janvier 1829).
- 18 juillet : 
  - Bertha von Bruckenthal, compositrice allemande (° 14 mars 1846).
  - Jaime Nunó, compositeur espagnol d'origine catalane (° 8 septembre 1824).
- 20 juillet : Federico Chueca, compositeur espagnol (° 5 mai 1846).
- 20 août : Louis Varney, compositeur français spécialisé dans le registre de l'opérette (° 30 mai 1844).
- 20 septembre : Pablo de Sarasate, violoniste et compositeur espagnol (° 10 mars 1844).
- 11 octobre : Georges Marty, chef d'orchestre et compositeur français (° 16 mai 1860).
- 20 novembre : Albert Hermann Dietrich, compositeur et chef d'orchestre allemand (° 28 août 1829).
- 22 novembre : Paul Taffanel, flûtiste, compositeur et pédagogue français (° 16 septembre 1844).
- 24 décembre : François-Auguste Gevaert, compositeur belge (° 31 juillet 1828).
- 27 décembre : Louis Homilius, organiste, violoncelliste et chef d'orchestre russe d'origine allemande (° 25 mai 1845).